# Schweizer Landeskoordinaten

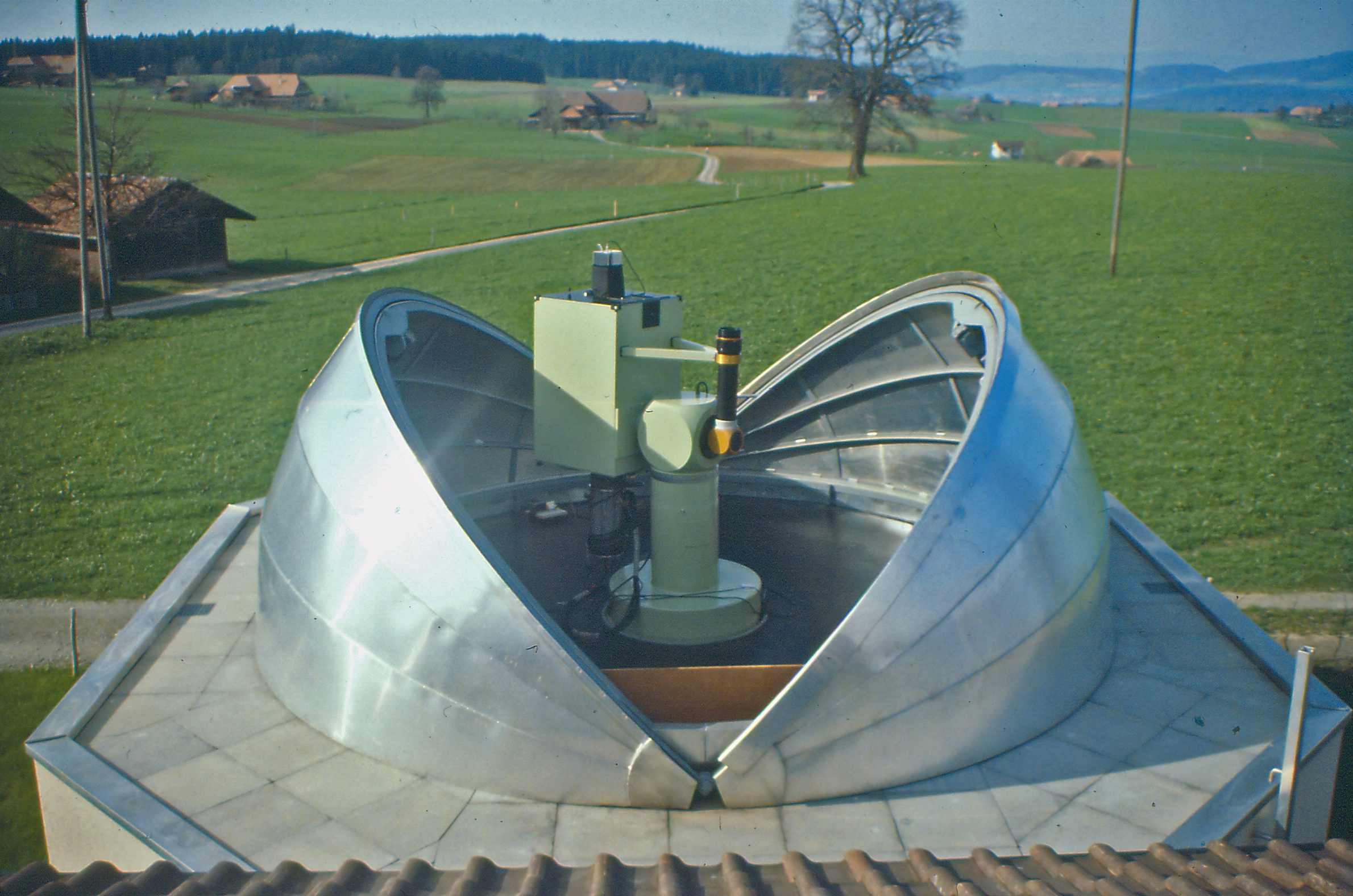
Observatorium Zimmerwald beim Fundamentalpunkt (E=2'602'030.74 N=1'191'775.03)

Die Schweizer Landeskoordinaten gehören zum Koordinatensystem, welches bei der amtlichen Vermessung und auf den Landeskarten der Schweiz verwendet wird (Swiss Grid).
Mit Landesvermessung 1995 (LV95), in der Form CHTRS95 (Swiss Terrestrial Reference System 1995) und CH1903+, bezeichnet man die nach 1995 eingeführte Version, beispielsweise mit Koordinaten im Format E=2'602'030, N=1'191'775 für das Observatorium Zimmerwald.
Zuvor wurde das System CH1903 oder LV03, für «Landesvermessung 1903» abgekürzt, auch bezeichnet als Militärkoordinaten, verwendet. Die Koordinaten des Fundamentalpunktes waren beim ehemaligen Observatorium Bern y=600'000, x=200'000. Als Schweizerische Zivilkoordinaten bezeichnet man die anfangs verwendete Variante mit Bern als Punkt y=0, x=0.
CH1903 basiert auf dem Bessel-Ellipsoid und einer schiefachsigen, winkeltreuen Zylinderprojektion (Mercatorprojektion). Aufgrund der kleinen Fläche der Schweiz genügt eine einzelne Kartenprojektion aus dem Ellipsoid.
Auch das Fürstentum Liechtenstein verwendet diese Koordinaten.

## Kartenprojektion

Markierung des ehemaligen Fundamentalpunktes auf dem Gelände der Universität Bern

Der Fundamentalpunkt für das Koordinatensystem CH1903 ist die ehemalige Sternwarte in Bern, an deren Stelle sich das Gebäude für Exakte Wissenschaften der Universität Bern befindet. Seine Koordinaten in Metern sind im System der «Militärkoordinaten» festgelegt auf 600000 / 200000; im früher verwendeten System der «Zivilkoordinaten» bildete die ehemalige Sternwarte in Bern den Koordinatenursprung bzw. Nullpunkt mit den Koordinatenwerten 0/0.
Das geodätische Datum beruht auf der Landestriangulation der Jahre 1903 bis 1939 (LV03). Der Netzmassstab ergibt sich aus den drei 1880/81 gemessenen Basislinien bei Aarberg, Bellinzona und Weinfelden. Sie sind aus einem grossen Umkreis direkt einsehbar und innerhalb des Landes gut verteilt.
Für die Projektion wird zunächst das Besselellipsoid auf eine Kugel und von dieser auf einen die Kugel im Meridian von Bern berührenden Zylinder abgebildet. Der Berührungskreis von Kugel und Zylinder ist ein Grosskreis und schneidet den Meridian von Bern rechtwinklig. Bei dieser Doppelprojektion fällt die Zylinderachse nicht mit der Erdachse zusammen, sondern die Achsen bilden einen Winkel, der dem Breitengrad von Bern entspricht. Vom Schnittpunkt von Meridian und Grosskreis aus weist die erste Koordinatenachse («y-Achse», abgewickelter Grosskreis) in östlicher Richtung und die zweite Koordinate («x-Achse», 7° 26′ Ost, «Berner Meridian») nach Norden. x- und y-Achse sind also im Vergleich zur mathematischen Konvention vertauscht.
Die Höhenmarke des dazugehörigen Nivellements befindet sich in einem Felsen im Hafenbecken von Genf, dem Pierre du Niton, mit einer Höhe von 373,60 m über dem Pegel Marseille.

### Militärkoordinaten

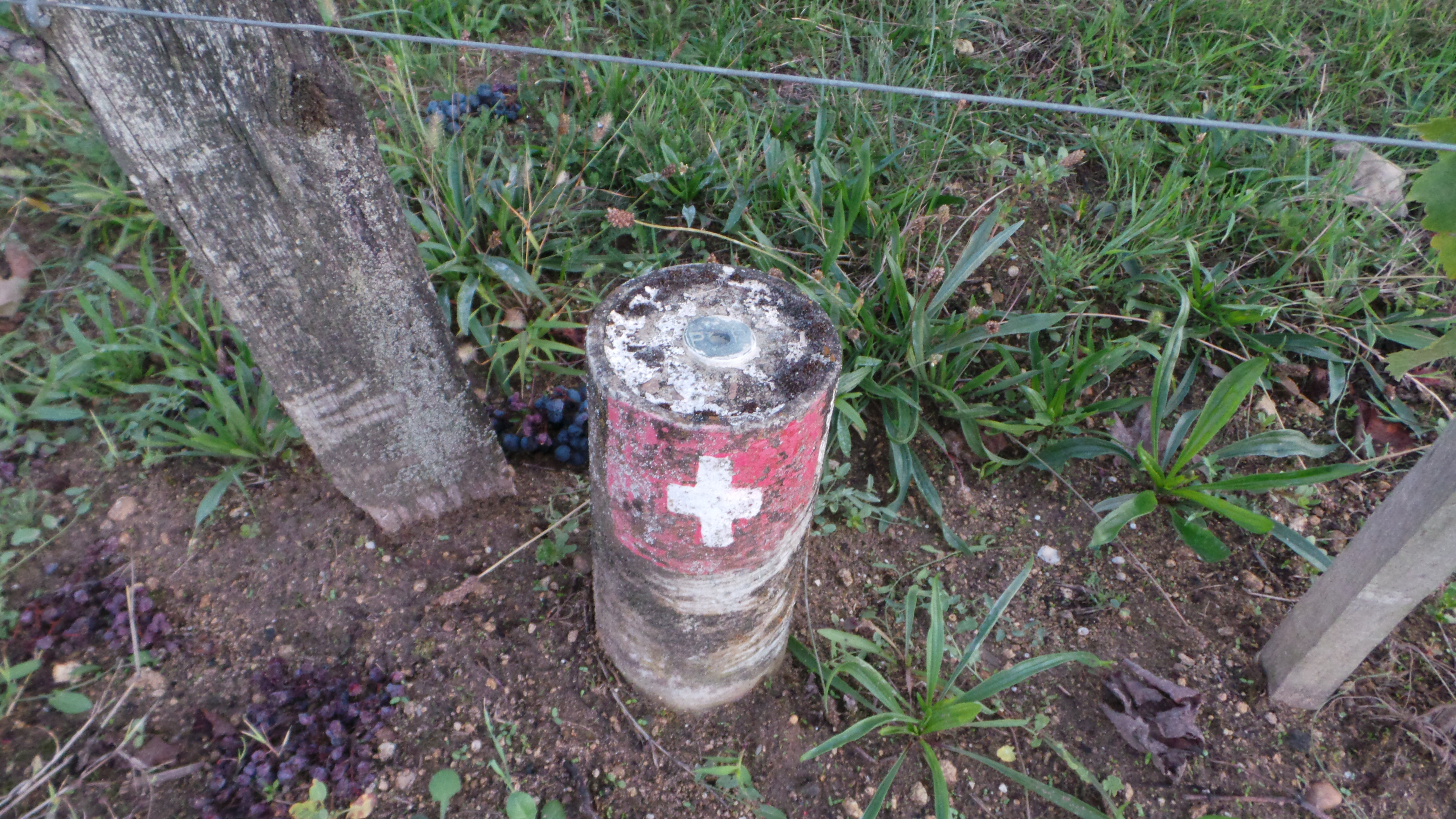
Markierung der Lage des theoretischen Nullpunkts von CH1903 (y=0, x=0) in Frankreich, bei Saint-Émilion, 600 km westlich und 200 km südlich von Bern

Durch einen Zuschlag von y = 600 km (false easting) und x = 200 km (false northing) auf die «Zivilkoordinaten» erhält man die «Militärkoordinaten». Die Koordinate 0/0 (Nullpunkt) der «Militärkoordinaten» liegt in der Nähe von Bordeaux in Frankreich. Der Ausgangspunkt und somit auch der daraus folgende Nullpunkt wurden bewusst so gewählt, dass die Fehlerquote bei der Bestimmung und Übermittlung der Koordinaten eines beliebigen Punktes der Schweiz möglichst klein sein sollte.
Dieses System erfüllt folgende Vorgaben:
- Der Nullpunkt ist so festgelegt, dass sich das ganze Land im ersten Quadranten des Koordinatensystems befindet. Damit sind die Koordinatenwerte innerhalb des Landes immer positiv.
- Das ganze Land liegt südlich und östlich einer vom Nullpunkt aus nach Nordosten laufenden Linie, also in der unteren Hälfte des Quadranten. Damit wird erreicht, dass der Wert der y-Koordinate (Ost) innerhalb des Landes immer grösser ist als derjenige der x-Koordinate (Nord).
- Der nördlichste und der östlichste Punkt des Landes liegen weniger als 1000 km von den Achsen entfernt, womit alle Punkte in der Schweiz maximal sechsstellige Koordinaten aufweisen.

Diese Vorteile der «Militärkoordinaten» wurden auch in der amtlichen Vermessung der Schweiz erkannt, daher wurde hier 1918 einheitlich auf die «Militärkoordinaten» umgestellt.
Dagegen blieb die amtliche Vermessung von Liechtenstein bei den «Zivilkoordinaten» (Liechtensteinisches Referenzsystem). Eine Verwechslung der Koordinaten ist auf dem Gebiet des Fürstentums nicht möglich, eine Umstellung wurde daher nicht für nötig befunden.
| Ort            | y         | x         | Anmerkung |
| -------------- | --------- | --------- | --- |
| Bern           | y=600'000 | x=200'000 | Sidlerstrasse 5, 3012 Bern, Universität Bern, Exakte Wissenschaften; WGS84: 46.9510827861504654, 7.4386324175389165 |
| Rigi           | y=679'520 | x=212'273 | |
| Zürich-Seebach | y=684'592 | x=252'857 | |
| Vaduz          | y=158'008 | x=23'061  | (CH1903: y=758'008, x=223'061)                                                                                      |

## Landesvermessung 1995

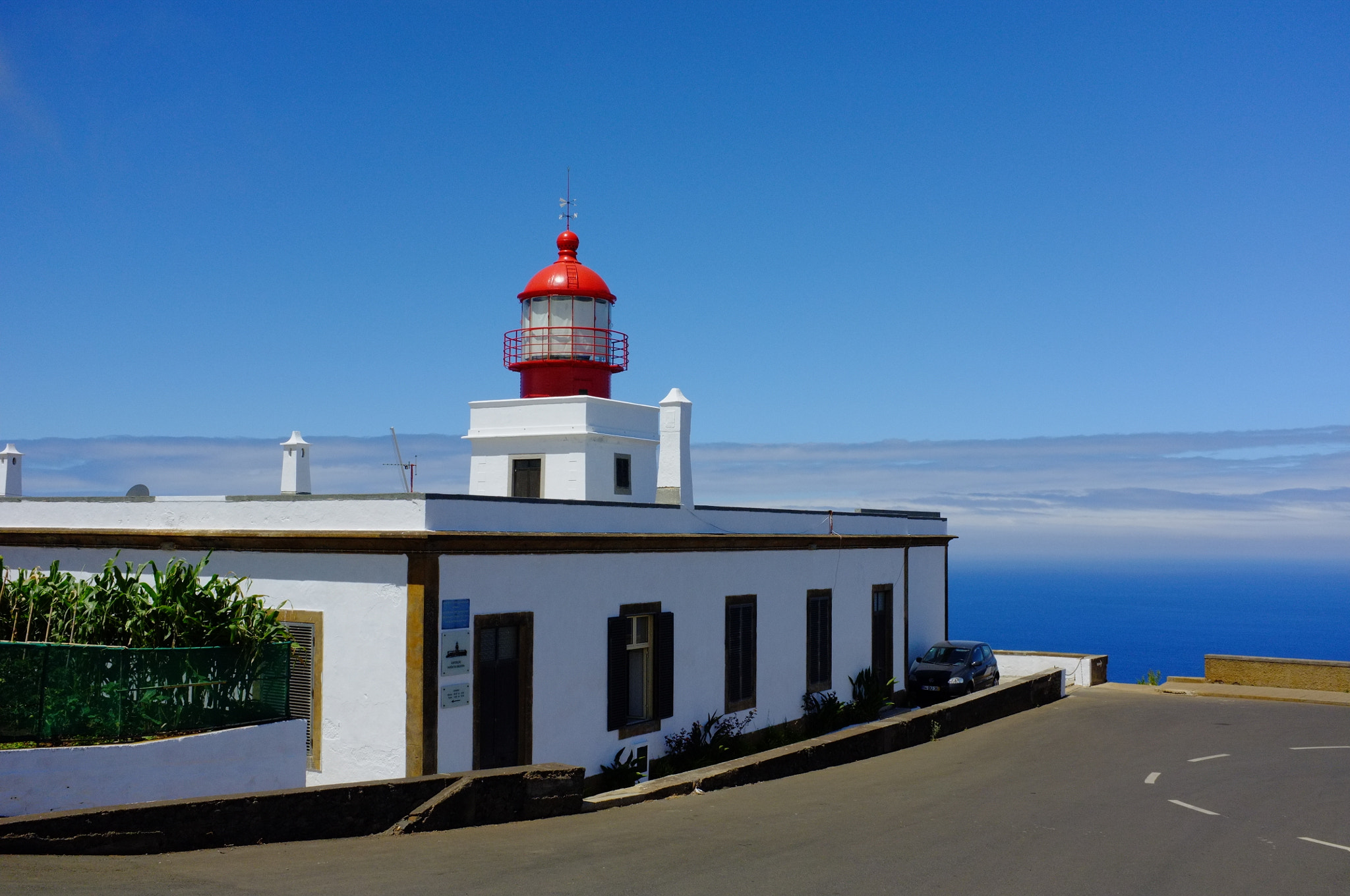
Farol da Ponta do Pargo auf Madeira, eine Gedenktafel erinnert dort an den 261 km entfernten, theoretischen Nullpunkt (E=0, N=0), 2600 km westlich und 1200 km südlich von Bern

Die Landesvermessung LV95 führte zwei neue Bezugssysteme ein, welche das historische, auf Landestriangulation beruhende System ablösen sollen. Der EPSG-Code hierfür lautet 2056:
- CHTRS95 (Swiss Terrestrial Reference System 1995) ist eng an das europäische Bezugssystem ETRS89 angelehnt. Der Referenzrahmen ist so definiert, dass beide Systeme zum Zeitpunkt {\displaystyle t_{0}=1993.0} identisch sind.
- Das lokale Bezugssystem CH1903+ verwendet dasselbe Ellipsoid wie CH1903 (Bessel 1841). Es wurde eine möglichst gute Übereinstimmung mit dem bestehenden System angestrebt. Allerdings erhalten die projizierten Koordinaten zur eindeutigen Unterscheidung einen zusätzlichen Offset von 2000 km bzw. 1000 km. Damit hat das Projektionszentrum in der alten Sternwarte Bern die Koordinaten 2'600'000 m / 1'200'000 m. Der Fundamentalpunkt wurde allerdings nach Zimmerwald verlegt, da der alte Fundamentalpunkt nicht mehr nutzbar ist. Ein fiktiver Koordinatenursprung, der aufgrund der auftretenden Projektionsverzerrungen schwierig zu bestimmen ist, läge damit 2863 km entfernt in WSW oder 300 km westlich von Madeira. Eine Tafel erinnert dort seit 2018 an den Nullpunkt.[3]

Zur Umrechnung von CH1903+ nach CH1903 müssen die lokalen Verzerrungen des über 100 Jahre alten Systems nachgebildet werden. Mit Hilfe eines Transformationsdatensatzes, welcher auf der Website vom Bundesamt für Landestopografie heruntergeladen werden kann, können die Korrekturen von bis zu 1,6 m nach einem klar definierten Algorithmus berechnet werden.

Blatteinteilung und Eckkoordinaten der Landeskarte 1:25'000

Die Koordinatenbereiche der Landeskarte der Schweiz 1:25'000 reichen von:
- E=2'248'000 im Westen bis E=2'847'500 im Osten
- N=1'074'000 im Süden bis N=1'302'000 im Norden

### Zeitrahmen der Umstellung
Ca. 2005 wurde mit der Umstellung auf den neuen Bezugsrahmen begonnen. Nach der Geoinformationsverordnung, Art. 53, müssen die Daten der amtlichen Vermessung spätestens bis Ende 2016 (Referenzdaten) bzw. Ende 2020 (übrige Geobasisdaten) von CH1903/LV03 nach CH1903+/LV95 überführt sein.
Die Umstellung in Liechtenstein wurde auf 2014 angesetzt.

### Beispielkoordinaten
| Messpunkt                         | ETRS89           | ETRS89            | CH1903        | CH1903        | CH1903+         | CH1903+         | Karten                          |
| --------------------------------- | ---------------- | ----------------- | ------------- | ------------- | --------------- | --------------- | ------------------------------- |
| Zimmerwald                        | 7°27′54.983506″E | 46°52′37.540562″N | y=602'030.680 | x=191'775.030 | E=2'602'030.740 | N=1'191'775.030 | 46.877094600556 7.4652731961111 |
| Bern                              | 7°26′19.076715″E | 46°57′3.897982″N  | y=600'000.000 | x=200'000.000 | E=2'600'000.000 | N=1'200'000.000 | 46.951082772778 7.4386324208333 |
| Pfänder                           | 9°47′3.697723″E  | 47°30′55.172797″N | y=776'668.105 | x=265'372.681 | E=2'776'668.590 | N=1'265'372.250 | 47.515325776944 9.7843604786111 |
| Monte Generoso                    | 9°1′16.389053″E  | 45°55′45.438020″N | y=722'758.810 | x=87'649.670  | E=2'722'759.060 | N=1'087'648.190 | 45.929288338889 9.0212191813889 |
| Zürich Landesmuseum Kontrollpunkt | 8°32′27.99″E     | 47°22′43.07″N     |               |               | E=2'683'256.49  | N=1'248'117.47  | 47.378630555556 8.5411083333333 |

## Umrechnung WGS84 auf CH1903

### Berechnungsgrundlagen
Die Umrechnung von den ellipsoidischen WGS84-Koordinaten auf die Schweizer Projektionskoordinaten (CH1903) kann mittels einer Näherungsformel leicht bewerkstelligt werden. Mit den unten beschriebenen Formeln ist eine Genauigkeit von etwa einem Meter möglich.
1. Koordinaten werden in Sexagesimalsekunden umgerechnet. Ergebnis: Breite φ und Länge λ.
2. Es werden die Hilfsgrössen φ′ und λ′ aus φ und λ gebildet. Die Formeln dazu sind:
{\displaystyle \varphi '={\frac {\varphi -169028.66}{10000}}}
{\displaystyle \lambda '={\frac {\lambda -26782.5}{10000}}}
3. Schliesslich werden die Schweizer Koordinaten ({\displaystyle x} und {\displaystyle y} in m) berechnet:
{\displaystyle {\begin{matrix}x&=&200147.07\\\ &+&308807.95\cdot \varphi '\\\ &+&3745.25\cdot \lambda '^{2}\\\ &+&76.63\cdot \varphi '^{2}\\\ &+&119.79\cdot \varphi '^{3}\\\ &-&194.56\cdot \lambda '^{2}\cdot \varphi '\end{matrix}}}
{\displaystyle {\begin{matrix}y&=&600072.37\\\ &+&211455.93\cdot \lambda '\\\ &-&10938.51\cdot \lambda '\cdot \varphi '\\\ &-&0.36\cdot \lambda '\cdot \varphi '^{2}\\\ &-&44.54\cdot \lambda '^{3}\end{matrix}}}
```
input var gradL, minuteL, sekundeL    #Längskoordinaten 
input var gradB, minuteB, sekundeB    #Breitenkoordinaten
output var x, y
var p, l

p = (((gradB * 3600) + (minuteB * 60) + sekundeB) - 169028.66) / 10000
l = (((gradL * 3600) + (minuteL * 60) + sekundeL) - 26782.5) / 10000

x =   200147.07 
    + 308807.95 * p 
    +   3745.25 * l^2 
    +     76.63 * p^2 
    -    194.56 * l^2 * p
    +    119.79 * p^3 

y =   600072.37 
    + 211455.93 * l 
    -  10938.51 * l   * p
    -      0.36 * l   * p^2
    -     44.54 * l^3
```

### Beispiel
Praxisbeispiel: Zentrum von La Chaux-des-Breuleux auf
φ = 47° 13′ 15″ N
λ = 7° 1′ 41″ E
Umwandlung in Sexagesimalsekunden:
φ = (47 · 3600) + (13 · 60) + 15 = 169995
λ = (7 · 3600) + (1 · 60) + 41 = 25301
Berechnung der Hilfsgrössen:
φ′ = (169995 − 169028.66) / 10000 = 0.096634
λ′ = (25301 − 26782.5) / 10000 = −0.14815
Berechnung der Meterkoordinaten:
x = 200147.07 + 308807.95 · φ′ + 3745.25 · λ′² + 76.63 · φ′² + 119.79 · φ′³ − 194.56 · λ′² · φ′
x = 230071
y = 600072.37 + 211455.93 · λ′ − 10938.51 · λ′ · φ′ − 0.36 · λ′ · φ′² − 44.54 · λ′³
y = 568902

### Liechtenstein
Die Werte für Bern (600'000/200'000) müssen zu den liechtensteinischen Landesvermessungskoordinaten dazugezählt werden. Der Hochwert (x-Koordinate, immer kleiner als 100'000) wird nur fünfstellig angegeben, beide Koordinaten in Metern.
Beispiel Vaduz:
Liechtensteinisches Referenzsystem: 158'008 / 23'061
158'008 + 600'000 = 758'008
23'061 + 200'000 = 223'061
Schweizer Militärkoordinaten: 758'008 / 223'061

## Anwendungsgebiete
CH1903+ ist das «amtliche» Koordinatensystem in der Schweiz. Das Amt für Raumordnung und Vermessung, das Bundesamt für Statistik und viele andere Behörden benutzen CH1903+ für die Georeferenzierung. So benutzt die Landeskarte der Schweiz die Schweizer Landeskoordinaten. Auch Rettungsdienste von Liechtenstein und der Schweiz verwenden ausschliesslich dieses Koordinatensystem. 
Die Schweizer Landeskoordinaten finden des Weiteren Anwendung bei der Schweizer Armee, den Grenzwachtkorps, beim Zivilschutz, der Rega, den Kantonspolizeien und sonstigen schweizerischen Rettungsdiensten.
Die liechtensteinische Landesvermessung, und damit das gesamte Vermessungs- und Kartenwesen, verwendet die Schweizer Landeskoordinaten.

### Kilometerquadrate

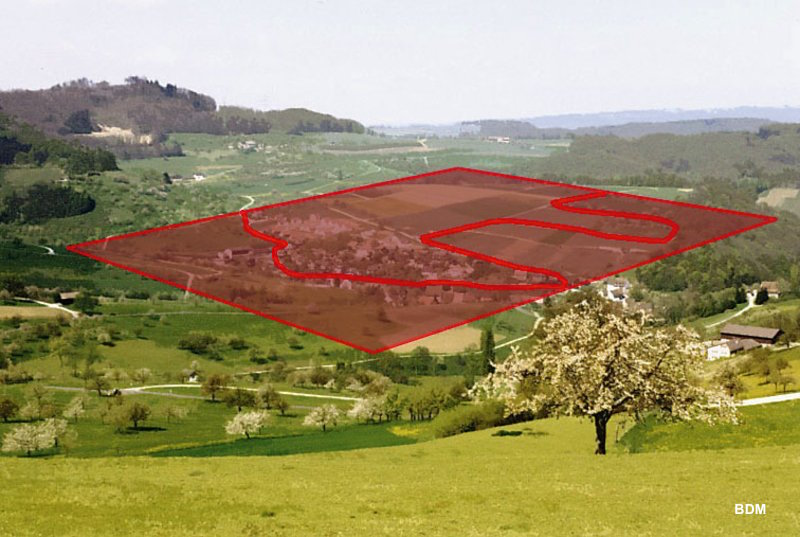
Quadrat des Biodiversitätsmonitorings

Zu Studien in Biologie und Geographie werden die Koordinaten auch zur Einteilung des Gebietes in Quadrate verwendet (Rasterkartierung). Um ein Kilometerquadrat zu bilden, werden nur die Tausenderstellen der Koordinaten verwendet:
| Punkt/Gebiet                                            | Koordinaten          | Quadrat (CH1903) | Quadrat (CH1903+) | ⊙                  |
| ------------------------------------------------------- | -------------------- | ---------------- | ----------------- | ------------------ |
| Zürich Landesmuseum Kontrollpunkt                       | E=2683256 N=1248117  | 683/248          | 2683/1248         | 47.382037 8.544403 |
| Gislifluh                                               | y = 651090 x= 253075 | 651/253          | 2651/1253         | 47.430284 8.121239 |
| Quadrat Ruine Sternenberg im Floreninventar Köniz       |                      | 598/191          | 2598/1191         | 46.87462 7.418961  |
| Egghölzli                                               |                      | 603/198          | 2603/1198         | 46.937579 7.484602 |
| Quadrat in der Gemeinde Fischbach-Göslikon              |                      | 666/247          | 2666/1247         | 47.374978 8.319149 |
| Kilometerquadrat Nr. 1375 im Floreninventar Region Thun |                      | 613/175          | 2613/1175         | 46.730558 7.61525  |
| Hof Egg 621/191                                         | 621'595, 191'420     | 621/191          | 2621/1191         | 46.874274 7.72066  |
| Testquadrat 665/212 Bramberg                            |                      | 665/212          | 2665/1212         | 47.060284 8.300819 |

Für die Erstellung des Schweizer Brutvogelatlas 2013–2016 wurden pro 100 km² jeweils 5 Kilometerquadrate ausgewählt. Für das Inventar der Flora von Köniz wurde das Gemeindegebiet von 51 km² in 73 Kilometerquadrate eingeteilt. Davon sind 27 vollständig im Gemeindegebiet. Die Quadrate wurden mit prägenden Flurnamen benannt. Das Biodiversitätsmonitoring Schweiz (BDM) verwendet Quadrate mit einem vordefinierten Pfad (Transekt) zur Erfassung von Gefässpflanzen und Tagfaltern (vgl. BDM-Methodik). Die Probeflächen des Landesforstinventars liegen diagonal zum Kilometernetz in 1,41 km (√ 2 km²) Entfernung seit 1983 die Anzahl halbiert werden musste (1 pro 2 km² statt 1 pro 1 km²).
| Studie                                 | Gebiet      | Quadratgrösse | Auswahl                                                                           | Insgesamt | Erhebungen | Belege        |
| -------------------------------------- | ----------- | ------------- | --------------------------------------------------------------------------------- | --------- | --- | ------------- |
| Schweizer Brutvogelatlas 2013–2016     | CH          | 1 km²         | 5 pro 100 (Atlasquadrat 10 km × 10 km)                                            |           | 2013–2016: je 3× oder 2× | [ 21 ] [ 18 ] |
| Floreninventar Köniz                   | Köniz       | 1 km²         | alle                                                                              | 72        | 1× (2019–2021) | [ 13 ] [ 22 ] |
| Arealstatistik der Schweiz             | CH          | 1 ha          | alle                                                                              |           | |               |
| Biodiversitätsmonitoring Schweiz (BDM) | CH          | 1 km²         | Regelmässiges Netz, mit Verdichtung in Südschweiz und Jura                        | 520, 450  | 1× alle 5 Jahre, d. h. 20 % der Quadrate pro Jahr, ab 2001 (Gefässpflanzen, Brutvögel) bzw. 2003 (Tagfalter)                            | [ 23 ]        |
| Monitoring häufige Brutvögel (MHB)     | CH          | 1 km²         | 3 bis 5 pro 100 (von 2318 insgesamt)                                              |           | |               |
| Laufkäfer 2016/2017                    | CH          | 1 km²         | 1 pro 5 × 5 km                                                                    | 39        | 2× | [ 15 ]        |
| Walliserflora                          | VS          | 1 km²         | meist 2 pro Rasterquadrat (5 × 5 km); inkl. 200 Zentralquadrate                   | 318       | 1× | [ 25 ]        |
| Atlas de la flore vaudoise             | VD          | 1 km², 5 km²  | Zentralquadrat pro Rasterquadrat (5 × 5 km), Rasterquadrat                        | 114       | 1× (2014 bis 2023) | [ 26 ]        |
| Flora des Kantons Zürich               | ZH          | 1 km²         | 1 pro 3 × 3 km                                                                    | 208       | 1× | [ 27 ]        |
| Flora der Stadt Zürich                 | Zürich      | 1 km²         | alle                                                                              | 122       | 1× (1984–1997), (1997–1999) | [ 28 ]        |
| Flora des Sihltales                    | Sihltal     | 1 km²         | alle                                                                              |           | 1× | [ 29 ]        |
| Floreninventar der Region Thun         | Region Thun | 1 km²         | alle ausser See/Militärzone                                                       |           | | [ 16 ]        |
| Landesforstinventar 1 (LFI1)           | CH          | 1 km²         | alle zugänglichen                                                                 | 10981     | 1× (1983–1985): Feldaufnahme in kreisförmigen Probeflächen um den Knoten                                                                | [ 20 ] [ 19 ] |
| Landesforstinventar                    | CH          | 2 km²         | alle zugänglichen                                                                 | ca. 6000  | Feldaufnahmen 1× alle 9 Jahre, d. h. 11 % pro Jahr, ab 2009 (LFI5 2018–2026, LFI 4 2009–2017), 1× (LFI3 2004–2006), 1× (LFI2 1983–1985) | [ 20 ] [ 19 ] |
| Eichenbestand Luzern                   | LU          | 1 km²         | 1 pro 5 × 5 km, Zentralquadrat falls geeignet, sonst anders; alle in Stadt Luzern | 46+8      | 1× (ca. 2006/2007) | [ 17 ]        |